# Metropoltheater (München)
Das Metropoltheater ist ein freies Theater in München-Freimann, das im Oktober 1998 den Spielbetrieb aufnahm. Gründer und Intendant des Theaters ist Jochen Schölch.

## Profil
Das Theater ist bekannt für seine poetischen und bildstarken Inszenierungen, wobei die inhaltliche Auseinandersetzung mit gesellschaftspolitisch relevanten Themen die Auswahl der gezeigten Stücke bestimmt. Da das Theater Wert darauf legt, in München noch nicht gezeigte Stücke auf die Bühne zu bringen, sind Uraufführungen und München-Premieren keine Seltenheit.
Neben Jochen Schölch, der für den Großteil der Inszenierungen verantwortlich zeichnet, haben bisher u. a. Dominik Wilgenbus, Gil Mehmert, Gerd Lohmeyer und Ulrike Arnold am Metropoltheater inszeniert.
Das Theater zeichnet sich durch die Nähe und den persönlichen Kontakt zu seinem Publikum aus, hat eine außergewöhnlich treue Fangemeinde und wird vom gemeinnützigen Theaterförderverein Freundeskreis Metropoltheater e. V. unterstützt, dessen ehrenamtlicher Vorsitzender Dr. Christian Braun (MAURER SE) ist.

## Spielstätten
Untergebracht ist das Theater im ehemaligen Alten Kino Freimann, dessen 50er-Jahre-Ästhetik originalgetreu erhalten worden ist, und einem Glas-Vorbau von H.-Werner Lederer-Piloty. Der Theatersaal selbst fasst mit seinen acht Sitzplatzreihen bis zu 160 Zuschauer.
Zum 15. Geburtstag ermöglichten das Publikum, der Freundeskreis Metropoltheater e. V. und mehrere Firmen und Sponsoren die Komplettsanierung der Künstlergarderoben und sanitären Einrichtungen sowie die Finanzierung eines verglasten Anbaus, der im Grundriss gemäß der Ästhetik des Hauses die Form eines 50er-Jahre-Nierentischs aufgreift, so dass das Haus seit Oktober 2013 ein ausreichend großes Foyer und mit dem Café Metropol nicht nur eine theatereigene Gastronomie, sondern auch eine zweite Spielstätte hat, die circa 80 Leuten Platz bietet und das Theaterprogramm mit neuen Formaten bereichert. So findet im Café Metropol u. a. die Veranstaltungsreihe „Christian Ude im Gespräch mit...“ statt, die sich thematisch am Spielplan des Theaters orientiert, und bei der Christian Ude zwei bis drei Mal jährlich vor Publikum mit einem Gast aus Politik, Wirtschaft oder Kultur spricht. Bisherige Gäste der Reihe waren der Theaterleiter Jochen Schölch, der ehemalige Fraktionsvorsitzende der Linken im Deutschen Bundestag, Gregor Gysi, die Fernsehjournalistin und Buchautorin Maria von Welser, die Regionalbischöfin der Evangelisch-Lutherischen Kirche in Bayern, Susanne Breit-Keßler, der Autor und Imam der Islamischen Gemeinde Penzberg, Benjamin Idriz, und der Verleger Martin Balle.
In den Jahren 2010 und 2011 bespielte das Theater im Wechsel mit dem Münchner Lustspielhaus zusätzlich zum Spielbetrieb in Freimann einige Wochen im Jahr das Stadttheater Oblomow im Glockenbachviertel. In diesen zwei Jahren wurden vier Inszenierungen auf die Bühne gebracht, zwei davon –  Emma in Love und sauschneidn – waren die vom Publikum gewählten Siegerstücke der vom Metropoltheater eigens für das Stadttheater Oblomow konzipierten Reihe Testspiele: Anpfiff – Das Spielplanturnier, die 2010 und 2011 stattfand (2011 als Kooperation zeitgleich und mittels Liveschaltung in München und im Theater Wasserburg) und das Publikum entscheiden ließ, welches Stück in der nächsten Spielzeit inszeniert werden sollte: In insgesamt vier Runden, die nach K.-o.-System gespielt wurden, bekamen die Zuschauer acht zeitgenössische Theatertexte vorgestellt, die jeweils in Auszügen von Schauspielern gelesen wurden. Nach jeder Runde kürte das Publikum den Stückgewinner der jeweiligen Runde. Der Finalsieger wurde gemäß den Turnierregeln in der folgenden Spielzeit zur Aufführung gebracht.

## Gastspieltätigkeit
Das Theater gastiert mit seinen Stücken im gesamten deutschsprachigen Raum, so z. B. im Altonaer Theater in Hamburg, bei den Freilichtspielen Schwäbisch Hall, in Fulda, Leverkusen, Ravensburg, Meran und Liechtenstein.
Es war außerdem bisher zwei Mal zum International Shanghai Arts Festival eingeladen, 2009 mit der Inszenierung Dogville und 2010 mit der Fortsetzung Manderlay.

## Antisemitismusvorwürfe gegen Stück von Wajdi Mouawad 2022
Nachdem jüdische Studierendenverbände scharfe Kritik an der Inszenierung des Stückes Vögel von Wajdi Mouawad geübt hatten, wobei sie von Charlotte Knobloch und der Recherche- und Informationsstelle Antisemitismus (RIAS) Bayern unterstützt wurden, setzte das Metropoltheater alle Vorstellungen aus und kündigte Expertengespräche an, um die Aufarbeitung des Geschehenen zu professionalisieren. Das Theater setzte das Stück endgültig ab, nachdem ihm Mouawads Agentur Kürzungen oder Änderungen jeglicher Art untersagt hatte.

## Auszeichnungen und Nominierungen (Auswahl)
- Die Deutsche Bühne Saisonbilanz:
  - Bestes freies Theater im deutschsprachigen Raum 2019
  - 1× Nennung Bestes Off-Theater 2018
  - 2× Nennung Bestes Off-Theater 2017
  - Bestes Off-Theater im deutschsprachigen Raum 2016
  - Bestes Off-Theater im deutschsprachigen Raum 2015
  - 2× Nennung Bestes Off-Theater 2012
  - 1× Nennung Bestes Off-Theater 2011
  - 2× Nennung Bestes Off-Theater 2009
  - 2× Nennung Bestes Off-Theater 2008
  - 2× Nennung Bestes Off-Theater 2007
  - 1× Nennung Bestes Theater abseits der Zentren 2006
  - 2× Nennung Bestes Theater abseits der Zentren 2005
  - 1× Nennung Bestes Theater abseits der Zentren 2003
- Theater heute Jahresheft 2003: nominiert für die beste Gesamtleistung eines Theaters in der Saison 2002/2003

- Monica-Bleibtreu-Preis in der Sparte Komödie für Ach, diese Lücke, diese entsetzliche Lücke bei den 8. bundesweiten Privattheatertagen in Hamburg (2019)
- Monica Bleibtreu-Preis in der Sparte Komödie für Das Abschiedsdinner bei den 6. bundesweiten Privattheatertagen in Hamburg (2017)
- tz-Rosenstrauss des Jahres für Die letzte Karawanserei (2016)
- Publikumspreis (2. Platz) für Schuld und Schein bei den 33. Bayerischen Theatertagen (2015)
- Preis für die beste Inszenierung für Kinder des Olymp bei den 11. Wasserburger Theatertagen (2015)
- Monica-Bleibtreu-Preis in der Sparte Moderner Klassiker für Unter dem Milchwald bei den 3. Deutschen Privattheatertagen in Hamburg (2014)
- Preis für die beste Inszenierung für Schuld und Schein bei den 10. Wasserburger Theatertagen (2014)
- Preis für eine herausragende Ensembleleistung für Eisenstein bei den 30. Bayerischen Theatertagen (2012)
- Preis für die beste künstlerische Gesamtleistung für Woyzeck bei den 29. Bayerischen Theatertagen (2011)
- Preis der Jugendjury für die beste Produktion im Großen Haus für Woyzeck bei den 29. Bayerischen Theatertagen (2011)
- Preis für die Beste Ausstattung für Dogville bei den 25. Bayerischen Theatertagen (2007)
- Münchner-Merkur-Theaterpreis für Dogville (2007)
- Preis der Deutschen Akademie der Darstellenden Künste für Gerd Lohmeyer für seine besondere künstlerische Leistung in Die drei Leben der Lucie Cabrol beim Impulse Festival (2002)
- Mülheimer Publikumspreis für Die drei Leben der Lucie Cabrol beim Impulse Festival (2002)
- Bayerischer Theaterpreis für Die drei Leben der Lucie Cabrol (2002)
- AZ-Stern des Jahres und tz-Rosenstrauss des Jahres für I Hired A Contract Killer (2001)
- tz-Rosenstrauss des Jahres für The Black Rider (1998)